# Eurovision France, c'est vous qui décidez 2022
La seconda edizione di Eurovision France, c'est vous qui décidez è stata organizzata dall'emittente televisiva francese France Télévisions per selezionare il rappresentante nazionale all'Eurovision Song Contest 2022 a Torino.
I vincitori sono stati Alvan & Ahez con Fulenn.

## Organizzazione
Il 3 maggio 2021 l'emittente televisiva pubblica France Télévisions ha confermato la partecipazione della Francia all'Eurovision Song Contest 2022 insieme all'organizzazione di una selezione pubblica per il proprio rappresentante a Torino. In seguito al secondo posto di Barbara Pravi al contest, il format Eurovision France, c'est vous qui décidez è stato riconfermato e dal 21 giugno al 24 ottobre 2021 sono stati aperti i canali per permettere agli artisti interessati di inviare le proprie proposte all'emittente. All'inizio di gennaio 2022 si sono svolte le audizioni dal vivo degli artisti per selezionare i finalisti.
L'evento si è tenuto in un'unica serata il 5 marzo 2022. I conduttori dell'edizione precedente, Stéphane Bern e Laurence Boccolini, sono stati riconfermati. 12 artisti si sono contesi la possibilità di rappresentare il proprio paese al festival europeo. Il vincitore è stato decretato decretato attraverso due fasi di votazione: dal primo round si sono qualificate 6 canzoni, di cui 5 via televoto e un'ultima in base al voto della giuria, mentre nella seconda fase il voto combinato di giuria e pubblico ha decretato i risultati.

### Giuria
La giuria internazionale è stata composta da:
- Jenifer, cantante
- Gjon's Tears, rappresentante della Svizzera all'Eurovision Song Contest 2021
- Nicoletta, cantante
- Cyril Féraud, conduttore televisivo
- Yseult, cantante
- Agustín Galiana, cantante e attore
- Élodie Gossuin, modella, conduttrice televisiva e radiofonica
- André Manoukian, cantante e musicista
- Joyce Jonathan, cantante
- Sundy Jules, youtuber

## Partecipanti
Come accaduto nell'anno precedente, gli artisti interessati hanno partecipato a un'audizione all'Apollo Théâtre di Parigi dove una giuria ha scelto i 12 finalisti. I loro nomi e i relativi brani sono stati resi noti il 16 febbraio 2022.
| Artista         | Titolo               | Lingua            | Compositori                                               |
| --------------- | -------------------- | ----------------- | --------------------------------------------------------- |
| Alvan & Ahez    | Fulenn               | Bretone           | Marine Lavigne, Alvan Morvan Rosius                       |
| Cyprien Zéni    | Ma familie           | Francese, creolo  | Cyprien Zéni, Stéphane Petrequi, Nicolas Lassus           |
| Elia            | Téléphone            | Francese          | Elia, Anibeatz                                            |
| Elliott         | La tempête           | Francese          | Elliott Schmitt, François Welgryn, Aliose, Gaspard Murphy |
| Hélène in Paris | Paris mon amour      | Francese, inglese | Hélène Benhamou, Virginie Lesdemia, David Lefèvre         |
| Joan            | Madame               | Francese          | Joan, Alex Finkin                                         |
| Joanna          | Navigateure          | Francese          | Joanna, Sutus, Gaspard Murphy                             |
| Julia           | Chut                 | Francese          | Julia Fiquet, Alban Lico, Fabien Mettay, Anton Wick       |
| Marius          | Les chansons d'amour | Francese          | Marius Niollet, Igit, Jonathan Cagne                      |
| Pauline Chagne  | Nuit Pauline         | Francese          | Pauline Chagne, Antonin Tardy                             |
| Saam            | Il est où?           | Francese          | Saam, Ness, Charles Boccara                               |
| Soa             | Seule                | Francese, inglese | LudySoa, NathanSoa                                        |

## Finale
La finale si è tenuta il 5 marzo 2022 presso gli France TV Studio, ed è stata trasmessa su France 2 e TV5 Monde.

### Prima fase –Les Qualifications
Nella prima fase della serata, denominata Les Qualifications, il televoto ha promosso cinque artisti da far accedere alla fase finale.
     Qualificato dal televoto
| #  | Artista         | Titolo               |
| -- | --------------- | -------------------- |
| 1  | Soa             | Seule                |
| 2  | Joan            | Madame               |
| 3  | Saam            | Il est où?           |
| 4  | Elia            | Téléphone            |
| 5  | Marius          | Les chansons d'amour |
| 6  | Hélène in Paris | Paris mon amour      |
| 7  | Joanna          | Navigateure          |
| 8  | Alvan & Ahez    | Fulenn               |
| 9  | Julia           | Chut                 |
| 10 | Cyprien Zéni    | Ma familie           |
| 11 | Pauline Chagne  | Nuit Pauline         |
| 12 | Elliott         | La tempête           |

### Seconda fase –L'Euro-ticket
Nella seconda fase della serata, denominata L'Euro-ticket, la giuria internazionale ha selezionato l'ultimo finalista da far accedere alla finale.
     Qualificato dalla giuria
| # | Artista         | Titolo          |
| - | --------------- | --------------- |
| 1 | Joan            | Madame          |
| 2 | Saam            | Il est où?      |
| 3 | Elia            | Téléphone       |
| 4 | Hélène in Paris | Paris mon amour |
| 5 | Joanna          | Navigateure     |
| 6 | Cyprien Zéni    | Ma familie      |

### Fase finale –Le Vote ultime
Nell'ultima fase, nota anche come Le Vote ultime, il voto combinato della giuria con quello del televoto ha decretato il vincitore tra i sei finalisti. 1 470 000 telespettatori hanno seguito l'evento dal vivo trasmesso su France 2, rappresentando uno share pari all'8,8%.
Alvan & Ahez sono stati proclamati vincitori trionfando sia nel televoto che nel voto della giuria.
| # | Artista        | Titolo               | Punteggio | Punteggio | Punteggio | Posizione |
| # | Artista        | Titolo               | Giuria    | Televoto  | Totale    | Posizione |
| - | -------------- | -------------------- | --------- | --------- | --------- | --------- |
| 1 | Soa            | Seule                | 60        | 80        | 140       | 3         |
| 2 | Marius         | Les chansons d'amour | 80        | 40        | 120       | 4         |
| 3 | Alvan & Ahez   | Fulenn               | 102       | 120       | 222       | 1         |
| 4 | Cyprien Zéni   | Ma familie           | 74        | 20        | 94        | 5         |
| 5 | Pauline Chagne | Nuit Pauline         | 72        | 100       | 172       | 2         |
| 6 | Elliott        | La tempête           | 32        | 60        | 92        | 6         |

| Brano                | C. Féraud | J. Jonathan | G. Tears | A. Manoukian | S. Jules | Nicoletta | É. Gossuin | Yseult | A. Galiana | Jenifer | Totale |
| -------------------- | --------- | ----------- | -------- | ------------ | -------- | --------- | ---------- | ------ | ---------- | ------- | ------ |
| Seule                | 6         | 10          | 2        | 4            | 8        | 2         | 6          | 6      | 10         | 6       | 60     |
| Les chansons d'amour | 4         | 12          | 8        | 10           | 12       | 8         | 4          | 4      | 8          | 10      | 80     |
| Fulenn               | 12        | 8           | 6        | 12           | 6        | 12        | 12         | 10     | 12         | 12      | 102    |
| Ma familie           | 10        | 4           | 4        | 6            | 4        | 10        | 10         | 12     | 6          | 8       | 74     |
| Nuit Pauline         | 8         | 6           | 12       | 8            | 10       | 6         | 8          | 8      | 4          | 2       | 72     |
| La tempête           | 2         | 2           | 10       | 2            | 2        | 4         | 2          | 2      | 2          | 4       | 32     |